# Gerald Holler
Gerald Holler (* 13. November 1973) ist ein österreichischer Politiker der Österreichischen Volkspartei (ÖVP). Vom 17. Dezember 2019 bis zum 18. Dezember 2024 war er Abgeordneter zum Landtag Steiermark.

## Leben

### Ausbildung und Beruf
Holler besuchte nach der Volks- und Hauptschule in Wildon die Landwirtschaftliche Handelsschule Grottenhof-Hardt. Er absolvierte einen Aufbaulehrgang an der HAK Monsbergergasse in Graz, legte die Prüfung zum Landwirtschaftsmeister sowie 1995 die Staatsprüfung für den Försterdienst ab. Ein Studium der Betriebswirtschaftslehre mit Schwerpunkt Marketing an der Hamburger Fern-Hochschule schloss er als Bachelor of Arts ab. Von 1994 bis 2000 war er Angestellter bei Styriabrid. Seit 2000 ist er Handelsangestellter und Landwirt. Holler ist verheiratet und Vater zweier Kinder.

### Politik
Von 2000 bis 2011 gehörte er dem Gemeinderat in Stocking an, wo er ab 2009 Bauernbund-Ortsgruppenobmann war. 2014 wurde er Bauernbundobmann im Bezirk Leibnitz sowie Obmann der Bezirkskammer für Land- und Forstwirtschaft Leibnitz. Seit 2017 ist er ÖVP-Bezirksobmann-Stellvertreter im Bezirk Leibnitz und seit 2018 ÖVP-Ortsparteiobmann-Stellvertreter in Wildon.
Bei der Landtagswahl 2019 kandidierte er auf dem 25. Listenplatz der Landesliste sowie auf Platz vier im Landtagswahlkreis 3 (Weststeiermark). Am 17. Dezember 2019 wurde er in der konstituierenden Sitzung der XVIII. Gesetzgebungsperiode als Abgeordneter zum Landtag Steiermark angelobt. Im ÖVP-Landtagsklub fungiert er als Bereichssprecher für Petitionen und Senioren. Weitere Arbeitsschwerpunkte sind die Herkunftskennzeichnung von Lebensmitteln sowie der Aufbau der Infrastruktur. 2020 übergab er das Amt des Obmanns der Landwirtschaftskammer Leibnitz an Christoph Zirngast. Nach der Landtagswahl 2024 schied er mit 18. Dezember 2024 aus dem Landtag aus.